# Коровников, Александр Венидиктович
Алекса́ндр Вениди́ктович Коро́вников (30 апреля 1955, Грязи, Липецкая область — 10 августа 2018) — депутат Верховного Совета РСФСР / РФ (1990—1993), депутат Государственной думы (1995—2000, 2016—2018) от «Единой России», член Совета Федерации (2007—2016); доктор юридических наук, профессор.

## Биография
В 1972 году окончил школу в п. Малино (Ступинский район Московской области).
В 1976 году окончил Высшее политическое училище МВД СССР по специальности «офицер-политработник с высшим образованием», в 1986 — Военно-политическую академию им. В. И. Ленина по специальности «преподаватель истории и обществоведения». С 1976 по 1988 годы занимал должности заместителя по политической части командира роты, начальника школы сержантского состава, командира батальона в частях внутренних войск МВД СССР; с 1988 по 1990 год — начальник политотдела — заместитель по политической части командира полка 95-й дивизии ВВ МВД СССР (п. Новостройка Загорского района, Московская область).
С 1990 по 1993 год — депутат Верховного Совета РСФСР / РФ от Загорского городского округа № 67 (с оставлением на действительной военной службе), был членом фракции «Левый центр»; в 1991—1993 годы возглавлял комитет Верховного Совета РФ по делам инвалидов, ветеранов войны и труда, социальной защиты военнослужащих и членов их семей; был членом Президиума Верховного Совета РФ. Был инициатором и организатором проведения первого Всероссийского совещания по социальной защите военнослужащих и членов их семей.
В 1993 году окончил Центр правовой переподготовки при Гуманитарной академии Вооружённых Сил по специальности «юрист-правовед».
В сентябре 1993 года не подчинился Указу Президента Б. Н. Ельцина о роспуске Съезда народных депутатов и Верховного Совета, 4 октября находился в Доме Советов России во время его обстрела и штурма. С 1993 года — военный пенсионер.
В 1995 году вошёл в оргкомитет Всероссийского общественно-политического движения «Духовное наследие»; с мая 1995 — 1-й заместитель, в 1996—1999 годах — заместитель председателя Центрального совета движения А. И. Подберёзкина.
С 1995 по 2000 год — депутат Государственной Думы Федерального Собрания Российской Федерации (по федеральному списку КПРФ — второй номер Волго-Вятской региональной группы). Входил во фракцию КПРФ. Был ответственным секретарём комитета по делам ветеранов; руководителем межфракционной депутатской группы «Правопорядок» (май 1998 — январь 2000), координировавшей законодательную деятельность по вопросам охраны общественного порядка, обеспечения защиты и свобод граждан РФ; членом постоянно действующей группы Межпарламентской ассамблеи государств-участников СНГ по делам ветеранов Великой Отечественной войны. В 1998 году одновременно зачислен в кадры внутренних войск МВД России.
С 2000 по 2007 год был прикомандирован к аппарату Счётной палаты Российской Федерации с оставлением на военной службе во внутренних войсках МВД России, занимал должность помощника Председателя Счётной палаты С. В. Степашина — курировал взаимодействие со СМИ, издания Счётной палаты. Одновременно входил в редакционный совет издательского дома «Финансовый контроль» (заместитель председателя, с февраля 2001 года также был ответственным секретарём Экспертно-консультативного совета при председателе Счётной палаты (в совет входили А. Л. Костин, В. А. Мау, Е. Г. Ясин, Л. А. Хасис и др.). В 2006 году в письме на имя президента столичный бизнесмен И. Дурдыев обвинял А. В. Коровникова в попытке захвата автотехцентра «Руслан-3».
С 16 ноября 2007 по 16 октября 2012 года — член Совета Федерации Федерального Собрания Российской Федерации (от исполнительного органа государственной власти Новгородской области); входил в состав Комиссии по взаимодействию со Счётной палатой РФ (2008—2011), Комитета по социальной политике и здравоохранению (с 2008; в 2010—2011 — заместитель председателя Комитета), Комитета по регламенту и организации парламентской деятельности (ноябрь 2011 — 16.10.2012).
С 22 по 25 октября 2012 года — депутат Совета депутатов Солецкого городского поселения Новгородской области (получил 81,43 % голосов избирателей). С 25 октября 2012 по сентябрь 2016 года — член Совета Федерации Федерального Собрания Российской Федерации (от исполнительного органа государственной власти Новгородской области).
В прессе широко освещался коррупционный скандал, с которым был связан А. В. Коровников: 25 сентября 2013 года он участвовал в передаче взятки директору департамента Счётной палаты РФ А. Г. Михайлику за организацию заказной проверки ФГУП «Спорт-Инжиниринг» (Москва) — проектировщика стадионов к Чемпионату мира по футболу FIFA 2018. 26 сентября было возбуждено уголовное дело по ст. 291-1 УК («Посредничество во взяточничестве»), в рамках которого А. В. Коровников был на беседе в Следственном комитете. На следующий день А. В. Коровников комментировал свои действия как «участник[а] оперативно-розыскных мероприятий». В январе 2014 года Генеральная прокуратура РФ отказалась от направления в Совет Федерации запроса на лишение А. В. Коровникова неприкосновенности. В июне 2014 года уголовное дело в отношении А. Г. Михайлика по обвинению в получении взятки было прекращено за отсутствием события преступления. В сентябре 2014 года А. В. Коровников подготовил гражданский иск к сотрудникам ГУЭБиПК о возмещении морального вреда (нанесение серьёзных репутационных рисков), оценённого в 1 рубль.
В мае 2016 года занял первое место в предварительном внутрипартийном голосовании (56,67 % голосов) «Единой России» по отбору кандидатов в депутаты Государственной Думы от Новгородской области. Предвыборная реклама А. В. Коровникова в Новгороде воспринималась как незаконная и вызывала возмущение. С 18 сентября 2016 года — депутат Государственной Думы Федерального Собрания Российской Федерации (избран по Новгородскому одномандатному избирательному округу № 134, Новгородская область — 37,33 % голосов); член фракции «Единая Россия», член Комитета по обороне. За 2017 год декларировал свои доходы в сумме 4,3 млн руб.
Скончался 10 августа 2018 года от тяжелой болезни.

## Законотворческая деятельность
Участвовал в разработке и принятии следующих законов:
в Верховном Совете РФ (1992—1993)
- «О статусе военнослужащих»
- «О пенсионном обеспечении лиц, проходивших военную службу, службу в органах внутренних дел, и их семей»

в Государственной думе (1995—2000)
- «О статусе Героев Советского Союза, Героев Российской Федерации и полных кавалеров ордена Славы» (изменения и дополнения — о распространении льгот по оплате технического обслуживания жилья, а также льгот за пережившими супругами и родителями Героев и полных кавалеров ордена Славы)[19]
- «О статусе военнослужащих» (изменения и дополнения — о расширении мер социальной защиты военнослужащих)[19]
- «О государственных пенсиях в Российской Федерации» (изменения и дополнения — о повышении на 50 % пенсии гражданам, неоднократно удостоенным звания Героя Советского Союза или Героя Социалистического Труда)[19]
- «О пенсионном обеспечении лиц, проходивших военную службу, службу в органах внутренних дел, и их семей» (изменения и дополнения — в части повышения пенсий лицам, неоднократно удостоенным звания Героя Советского Союза и Героя Российской Федерации)[19]
- «О ветеранах» (изменения и дополнения — о финансировании Федерального закона «О ветеранах» бюджетами различных уровней[19]; об упорядочении отдельных норм и положений, устранении несоответствий между статьями вышеназванного закона, о внесении других изменений содержательного и редакционного характера[20])
- «О государственной социальной помощи»[19]
- «О воинской обязанности и военной службе» и «Об образовании» (изменения и дополнения — об отсрочке от призыва граждан на военную службу)[19]
- «О конкуренции и ограничении монополистической деятельности на товарных рынках» (изменения и дополнения — о гарантиях социальной защиты граждан)[20]
- «О пенсионном обеспечении лиц, проходивших военную службу, службу в органах внутренних дел, учреждениях и органах уголовно-исполнительной системы, и их семей» (изменения — в части установления права на получение двух пенсий вдовам военнослужащих, погибших в войну с Финляндией и в войну с Японией)[20]
- «О погребении и похоронном деле» (дополнения — в части выплаты денежных пособий на погребение участников Великой Отечественной войны)[20]

в Государственной думе (2016—2018)
- «О мерах воздействия на лиц, причастных к нарушениям основополагающих прав и свобод человека, прав и свобод граждан Российской Федерации»[20]
- «О статусе Героев Советского Союза, Героев Российской Федерации и полных кавалеров ордена Славы» (изменения — об уточнении льгот Героев Советского Союза, Героев Российской Федерации и полных кавалеров ордена Славы в части предоставления земельных участков)[20]
- «О мерах воздействия (противодействия) на недружественные действия Соединённых Штатов Америки и иных иностранных государств»[20]

Голосовал за пенсионную реформу.

## Научная деятельность
В 1995 году в Санкт-Петербургском юридическом институте МВД России защитил кандидатскую, в 2000 году там же — докторскую диссертацию («Правовая и социальная защита военнослужащих: теоретико-правовое исследование»).
Действительный член Российской академии естественных наук.
Являлся членом диссертационного специализированного совета по юридическим наукам при Государственном научно-исследовательском институте системного анализа Счётной палаты Российской Федерации.
Автор более 80 научных работ по военно-социальной проблематике.

### Избранные труды
- Александров А. И., Ковалевский С. С., Коровников А. В., Сурков К. В. Проблемы законодательного обеспечения национальной безопасности Российской Федерации / Под общ. ред. С. В. Степашина. — М.: Финансовый контроль, 2003. — 254 с. — ISBN 5-902048-18-4
- Коровников А. В. Социальная защита военнослужащих в зарубежных государствах: правовое регулирование. — М.: РАУ Университет, 1997. — 206 с.
- Коровников А. В. Социальная защита военнослужащих: становление, развитие и правовое регулирование. — М.: Диамант СВ, 1995. — 254 с. — ISBN 5-86891-001-X
- Коровников А. В. Социальная защита военнослужащих: (Теорет.-правовой аспект) : Автореф. дис. … канд. юр. наук : Спец. 12.00.01 / С.-Петерб. юрид. ин-т. — СПб., 1995. — 24 с.
- Мужской разговор : Что нужно знать о воен. службе по призыву / А. В. Коровников (рук.), А. И. Голубченко, В. Н. Енягин и др. — М.: АСТ-ПРЕСС, 1999. — 271 с. — (Серия: Жить в России). — ISBN 5-7805-0441-5
  -  — 2-е изд., доп. — М.: АСТ-ПРЕСС, 1999. — 271 с. — (Серия: Жить в России). — ISBN 5-7805-0441-5
- Рыбин В. А., Горшков О. В., Коровников А. В. и др. Русская армия и социальная защита военнослужащих, X — начало XX века. — М.: Граница, 2016. — 373+1 с.
- Сотрудник органов правопорядка : Прохождение службы, обеспечение, правовая и соц. защита / С. В. Степашин (рук. авт. коллектива), А. В. Коровников, О. Е. Кутафин и др. — М.: АСТ-Пресс, 1999. — 222 с. — (Серия: Жить в России). — ISBN 5-7805-0489-X
- Социальная защита военнослужащих : (Сб. нормат.-правовых актов) / Сост. и авт. вступ. ст. А. В. Коровников, В. П. Серёгин. — М.: Ин-т массовых коммуникаций, 1993. — 401+1 с. — ISBN 5-900568-02-4
- Социальная защита военнослужащих и сотрудников правоохранительных органов России : (Сб. норматив.-правовых актов) / Сост. и авт. вступ. ст. А. В. Коровников и др. — М.: Информ.-изд. агентство «Обозреватель», 1995. — 391 с. — ISBN 5-86014-073-8

## Общественная деятельность
С 1993 года возглавлял правление благотворительного фонда «Возрождение».
Входил в состав попечительских советов: Всероссийской полицейской ассоциации Международной полицейской ассоциации, Фонда имени Героя России генерал-полковника А. А. Романова; с февраля 2012 года возглавлял попечительский совет ОАО «Банк „Западный“».
Входил в состав жюри премии «Финансовая элита России» (2007).

## Семья
Отец — Венедикт Васильевич Коровников, военнослужащий; мать — Ирина Семеновна.
Дочь — Екатерина.

## Награды
- медали[4][5]:

- «За отличие в воинской службе» II степени (1989)
- «60 лет Вооружённых Сил СССР»
- «70 лет Вооружённых Сил СССР»
- «В память 850-летия Москвы»
- «200 лет Министерству обороны»
- «200 лет МВД России»
- «За отличие в службе»
- «За укрепление боевого содружества»
- «За безупречную службу» 1-й, 2-й и 3-й степеней
- «В память 1000-летия Казани»
- медаль Анатолия Кони
- «За воинскую доблесть» (2006)
- «За укрепление финансового контроля России»

- именное оружие
- Почётная грамота Совета Федерации Федерального Собрания РФ
- Почётный работник Счётной палаты Российской Федерации
- Почётный сотрудник МВД России[4].
- Благодарность Президента Российской Федерации (7 декабря 2007 года) — за большой вклад в создание и развитие нового телевизионного проекта сатирического журнала «Фитиль»[25].